# MNK Kaskada
Il Malonogometni klub Kaskada è un club bosniaco di calcio a 5 con sede a Gračanica.

## Storia
La società è stata fondata nel 1997 e nel primo decennio di esistenza ha vinto quattro edizioni del campionato bosniaco di calcio a 5. Il Kaskada è stato inoltre la prima squadra bosniaca a debuttare nelle competizioni europee, raggiungendo il turno principale della Coppa UEFA 2001-02.

## Palmarès
- 4 Campionati bosniaci: 1999, 2001, 2003, 2007.
- 1 Coppa di Bosnia: 2002.